# シジル (オカルト)
シジルまたはシギル（英: sigil, 羅: sigillum）は主に西洋魔術で使われる図形、記号、紋章、線形である。
「小さな像」または「印章」を意味するラテン語 sigillum を語源とし、印、印形とも訳す。

## 歴史上のシジル
中世・近世の古典的な儀式魔術において、さまざまな天使や精霊のシジルが多数みられる。これらは七惑星、黄道十二宮、デカンなどに対応する天使（angel）、知霊（intelligence）、精霊（spirit）などと呼ばれる種々のダイモーンをあらわす象徴であり、比較的単純な記号もあれば複合的で装飾的な図像もある。後者を印章または紋章（seal）と呼び、シジルと区別する場合もある（ただし sigil も seal も同じ sigillum の英訳である）。『ゴエティア』には72の悪霊のリストとそれぞれの霊に対応する印章が記載されている。悪霊の印章は霊の真の名に相当するものであり、霊に対する支配力を魔術師にもたらすものと考えられた。マグレガー・マサースが編纂した『ソロモンの大いなる鍵』には七惑星の護符（ペンタクル）が記載され、同じくマサースが発掘し英訳した『アルマデル奥義書』には天使の護符（Character）が記載されているが、それらもシジルの一種である。
ユダヤ人の魔術的カバラの伝統においては、ヘブライ語でセグラ（複数形セグロト）という護符の一種が知られている。これも一種のシジルである。中世ユダヤのグリモワール『天使ラジエルの書』にはさまざまなセグロトが記載されている。
19世紀末に設立され現代の儀式魔術の主要なルーツとなった黄金の夜明け団の魔術体系では、天使や霊の名から抽き出した線形をシジルと呼ぶ。この線形は、天使名の各文字を数字に変換し、惑星の魔法陣上に順番に線を引くことによって得られる。また、22文字のヘブライ語アルファベットに対応する花弁をもつ薔薇の上に線を引く方法もある。こうしたシジルは主にタリスマンや魔術武器のデザインに使われる。

## 現代のシジル魔術

シジル魔術のシジルの例

シジル魔術は、イギリスの芸術家で死後に魔術師としても知られるようになったオースティン・オスマン・スパーが開発したとされる魔術技法である。この手法はケイオスマジックの創始者レイ・シャーウィンとピーター・J・キャロルから広まり、現在ではケイオスマジックの内外においてポピュラーな願望達成術のひとつとなっている。
スパーの『快楽の書』の記述に基づく典型的なシジル魔術では、願望を文章にして重複する文字を消去し、残った文字を組み合わせて図案化しシジルとする。こうしてできあがったシジルは複数の文字を組み合わせてひとつの形にしたモノグラムの一種といえる。他にもさまざまな sigilization の技法が考えられている。作成したシジルのイメージは、ノーシスと呼ばれる変性意識状態において深層意識の奥底に埋め込まれ（このプロセスを「内化」という）、しかる後すみやかに表層意識から消去され、忘却される。
シジルは思念体や servitor と呼ばれる人工精霊の創造にも用いられる。